# Kiten
Kiten (bulharsky Кѝтен) je město v jihovýchodním Bulharsku. Leží v Burgaské oblasti, v obštině Primorsko. Je to známé letovisko na jižním bulharském pobřeží Černého moře. Žije zde přes 1 000 obyvatel a jde o čtvrté nejmenší město v Bulharsku.

## Historie
Původní osídlení se datuje dávno před náš letopočet. V těsné blízkosti dnešní města se nacházejí zříceniny thrácké pevnosti Urdoviza, přičemž tento název pochází z doby bronzové. Byly zde zdokumentovány bohaté nálezy antických kamenných kotev a keramiky z mladší doby bronzové a obalové keramiky z archaického i klasického helénistického období. Zlomky římských nádob s červeným firnisem lze nalézt v obou zálivech u poloostrova. Do současnosti se zde zachovalo zděné opevnění oddělující poloostrov od pevniny. Ještě na konci 19. století byly zdi Urdovizy velmi dobře zachovalé. Podle jedné z teorií se jedná o poslední trojský přístav, který odolával až do pádu Tróji.
Za osmanské nadvlády se zdejší oblast nazývala Hasekiyata nebo Asekia. V prvních letech po dobytí Bulharska Osmanskou říší získala oblast řadu výsad, které se zachovaly až do první poloviny 19. století.
Od roku 1878 až do první balkánské války tudy vedla hranice mezi Východní Rumélií a Osmanskou říší. Novodobé osídlení se váže k roku 1931, kdy na poloostrov Urdoviza dorazili první osadníci a bylo postaveno 14 domků typu „šaronski“ podle programu francouzského bankéře a komisaře Spojených národů pro uprchlíky René Charrona. Voda, příznivá poloha a bohaté pastviny přitahovaly další osadníky. Při pohledu z dálky domy připomínaly zápěstí (bulharsky китка – kitka) a osada byla v roce 1932 pojmenována podobným slovem - Kiten (krásný). V obci byla postavena kaple Nanebevstoupení Páně, která je nyní obnovena.
Obec se v 60. letech začala rychle rozvíjet jako středisko cestovního ruchu. V roce 1962 získal Kiten status lázní. Až do 80. let zde velké průmyslové podniky, instituce a organizace hromadně zřizovaly vlastní rekreační střediska, takže jejich koncentrace zde byla největší v celém Bulharsku. V 90. letech nastal boom ve výstavbě soukromých ubytovacích a stravovacích zařízení. Během 10 let bylo postaveno 30 nových hotelů a byla zrekonstruována mnohá rekreační střediska. Zastavěná plocha v obci vzrostla zhruba čtyřnásobně.
Rozhodnutím vlády ze dne 17. června 2005 získal Kiten status města.

## Geografie
Lázně Kiten se nacházejí v jihovýchodním Bulharsku, na pobřeží Černého moře, 55 km jihovýchodně od města Burgas, 5 km jižně od centra obštiny Primorsko a 12 km severozápadně od centra sousední obce Carevo. Zčásti leží na malém poloostrově Urdoviza severně od úst řeky Karaagač.
Poloostrov od sebe odděluje dva zálivy – Karaagač na jihu a Atliman na severu V obou zálivech se rozkládají písečné pláže o celkové ploše 14,5 ha. Severní pláž (též Kiten Atliman) s rozlohou 8,1 ha je z obou stran obklopena skalami a jsou tu písečné duny. Na jih od skalnatého poloostrova Urdoviza, kde vybíhá přístavní molo, začíná Jižní pláž, která se v délce 1 380 m táhne až do ústí řeky Karaagač. Nachází se v zátoce Urdoviza, která je moři více otevřená, a dělí se na dvě pláže – Kiten jih a Kiten kemping. Pláže jsou hlavním přírodním zdrojem určujícím rozvoj Kitenu jako letoviska a centra letní rekreace.
V lázních, v těsné blízkosti kempu Atliman, vyvěrá pramen. Voda přichází z hloubky asi 700 metrů, je zatrubněna a obsahuje zejména dusičnany a chloridy (277 mg/l). Voda z pramene se používá především k pití.
Kiten má mírné, slunečné, teplé a vlhké klima přechodného typu. Průměrná roční teplota je 12 °C a průměrná teplota v lednu neklesá pod 2 °C. Podnebí v Kitenu nemá charakter vnitrozemí v pohoří Strandža, kde v zimě mrzne. Od května do října je zde zhruba 1 700 hodin slunečního svitu a průměrná denní teplota v létě je 27 °C.
V teplé polovině roku převládají severozápadní větry. Dobré klimatické podmínky v kombinaci s charakterem reliéfu (uzavřené zátoky) mají za následek, že moře je klidné po většinu léta. Nežádoucí silné deště a bouřky přicházejí v pozdním létě obvykle na konci srpna a v září.
Mořská voda má slanost 18‰ jako jinde v Černém moři.

## Životní prostředí
Ekologická situace v Kitenu je podle sledovatelných znaků příznivá a je zde relativně čisté prostředí. Poblíž lázní neexistuje žádný podnik těžkého průmyslu, ani významný přístav nebo zdroj světelného znečištění. Lázně se nacházejí nedaleko přírodního parku Strandža, který byl vyhlášen v roce 1995. Rozkládá se na ploše 116,133 ha a je jedním z největších v Bulharsku.
Hlavními rostlinami, které vytvářejí vzhled většiny města, jsou různé druhy dubu a borovice. Roste tu také dřín a zejména kolem zálivu Karaagač se rozkládají významné topolové háje. Ústí řeky Karaagač je zarostlé bahenním rákosím a vrbami a na strmých skalních stěnách u Jižní pláže lze najít divoké víno. Z horské strandžské vegetace se zde vyskytují některé druhy, jejichž rozšíření bylo podmíněno povětrnostními vlivy moře.

## Obyvatelstvo
Ve městě žije 1 113 obyvatel. Podle sčítáni 1. února 2011 bylo národnostní složení následující:
- Bulhaři: 908 (97.2 %)
- Romové: 18 (1.9 %)
- ostatní: 8 (0.9 %)

## Ostatní
Ke zříceninám a vykopávkám pevnosti Urdoviza je omezený přístup, protože jsou součástí vojenské námořní základny.
V Antarktidě je podle Kitenu je pojmenován mys Kiten, ležící na poloostrově Trojice, a podle Urdovizy je pojmenován ledovec Urdoviza, ležící na Livingstonově ostrově.